# Hyundai Mu
Hyundai Mu (Хёндэ Му) — бензиновый двигатель внутреннего сгорания южнокорейской компании Hyundai Motors.

## Технические характеристики
| Серия | Код двигателя | Тип двигателя | Газораспределение | Объём (см³) | Диаметр × Ход поршня (мм) | Мощность                                            | Крутящий момент                                 | Степень сжатия |
| ----- | ------------- | ------------- | ----------------- | ----------- | ------------------------- | --------------------------------------------------- | ----------------------------------------------- | -------------- |
| Mu    | G6EA          | Бензиновый    | CVVT              | 2656        | 75.0 × 86.7               | 188 л. с. при 6000 об/мин                           | 250 Н*м при 4000 об/мин                         | 10.4:1         |
| Mu    | G6EA          | Бензиновый    | D-CVVT            | 2656        | 75.0 × 86.7               | 194 л. с. при 6000 об/мин 200 л. с. при 6000 об/мин | 250 Н*м при 4000 об/мин 255 Н*м при 4000 об/мин | 10.4:1         |
| Mu    | L6EA          | Газомоторный  | CVVT              | 2656        | 75.0 × 86.7               | 161—165 л. с. при 5400 об/мин                       | 245 Н*м при 4000 об/мин                         | 10.0:1         |

## Устанавливался на
- Hyundai Grandeur/Azera (TG) (2005—2011)
- Hyundai Santa Fe (CM) (2005—2010)
- Kia Cadenza/K7 (VG) (2009—2011)
- Kia Carnival/Sedona (VQ) (2006—2010)
- Kia Opirus (2007—2012)
- Kia Optima (MG) (2005—2010)
- Kia Rondo (ООН) (2006—2013)

- Kia K7 (VG) (2009—2011)
- Kia Carnival (VQ) (2005—2011)
- Kia Opirus (2010—2012)
- Kia Sorento (XM) (2009—2010)